# تنها پتی
تنها پتی (به انگلیسی: Just Patty) ششمین اثر جین وبستر خالق بابا لنگ دراز می‌باشد که در سال ۱۹۱۱ به چاپ رسید.

## داستان
پتی شخصیت اصلی داستان است و این رمان ماجراهایی که برای پتی و دوستانش در مدرسه شبانه‌روزی سنت ارسولا اتفاق می‌افتد را روایت می‌کند.